# Eria cycloglossa
Eria cycloglossa är en orkidéart som beskrevs av Rudolf Schlechter. Eria cycloglossa ingår i släktet Eria och familjen orkidéer. Inga underarter finns listade i Catalogue of Life.